# Саламон Щасний
о. Щасний (або Фелікс) Саламон (28 квітня 1834, Комарники — 17 травня 1900, там же) — греко-католицький священник, публіцист, український фольклорист.

## Біографія
Народився 28 квітня 1834 року в Комарниках Турківського повіту на Львівщині в сім'ї місцевого пароха о. Василя Саламона (1799—1863), який п'ять років перед тим отримав тут парафію. У 1842 році Щасного віддають на навчання в школу при Лаврівському монастирі. У 1846 році вступає на навчання в Самбірську гімназію. Сьомий і восьмий гімназійні класи закінчує у вищій гімназії Будапешта.
Перед юнаком постає питання вибору професії, і він вирішує його на користь сімейної традиції — вступає до Львівської духовної семінарії, а потім продовжує навчання ще й у Перемишльській семінарії. 22 листопада 1859 року Щасний одружується з дочкою пароха Городка Якова Стельмаха — Ганною. Відразу після цього в Перемишльському кафедральному соборі Святого Івана Хрестителя Щасний Саламон рукоположений владикою Григорієм Яхимовичем на священника. Здібному молодому священнослужителю пропонують залишитися в Перемишлі, та його тягне до рідної оселі, і в 1859 році він повертається в Комарники. У 1863 році, після смерті батька, приймає Комарничанську парафію.
Його душпастирство припало на роки, коли греко-католицький обряд намагалися латинізувати. Отець Щасний будував у селі церкву з іконостасом у капітальній стіні, щоб її неможливо було перетворити на костел. Володів п'ятьма мовами, але всі звіти викладав мовою руською, а не польською, за що сплачував штрафи. Навіть своє ім'я Фелікс він усюди писав не у латинській, а у слов'янській версії — «Щасний». Збіг імені й прізвища такий, що дослідники часто вважають прізвище Саламон — іменем, а ім'я Щасний — прізвищем.
Щасний Саламон робив дописи у газетах «Слово», «Новый Проломъ», «Русская Рада». Записав кілька тисяч пісень із Прикарпаття (Коломийського, Стрийського, Самбірського і Сяноцького повітів). Найкращі з них видав у збірнику «Коломыйки и шумки» (Львовъ, 1863, 1864), передруковані у 1878 Я. Головацьким у збірці «Народные песни Галицкой и Угорской Руси» з додатком п'яти нотних зразків.
19 лютого 1871 року з ініціативи пароха в селі було створено «Братство тверезості». Газета «Діло» писала в той час, що «парох Комарників отверезив цілу громаду». Сприяв парох і заснуванню каси, банку «Райффайзен», що боляче вдарило по прибутках євреїв-лихварів. Останні ж не полишали спроб помститися. Спершу спалили священнику дім 24 травня 1876 року. У 1878 році, коли отець поправляв своє здоров'я в купелях Любеня, йому в їжу підсипали отруту, проте Щасний вижив.
Родина Щасного Саламона: Щасний Саламон (гр. руський парох) з дружиною Анною з роду Стельмахов мав сина (благородного господаря у с. Комарники) Нестора Саламона. (ЦДІАЛ Фонд 201 Опис 4 а Справа 7507 Стор. 72. Запис 106). 
Дружиною Нестора Саламона  (сина Саламона Щасного) була Зенона-Варвара (донька Людвика Лопушанського - чиновника магистратського в Дрогобичі і Марії з роду Скобельських). 
25 січня? 1903 року в Комарниках у будинку № 150 народилась донька Нестора та Зенони-Варвари, яку назвали Анною. При миропомазанні дитині дано ім'я: Мария-Зофія. Охрестив 2 січня 1903 року Михаіл Ільницький. Святу тайну Хрещення доповнив і миропомазав Кир Андрій Шептицький - митрополит львівський 08 березня 1924 року у Львові у монастирі с.с. Василіанок при вступленні до монастиря.  (ЦДІАЛ Фонд 201 Опис 4 а Справа 7507 Стор. 24). 
18 вересня 1904 року в Комарниках  у будинку № 150 народилась донька Нестора та Зенони-Варвари, яку назвали Марією. Хрестили Марію 25 вересня 1904 року у греко-католицькій вірі.